# We Are X (banda sonora)
We Are X es una banda sonora de 2017 de la película documental We Are X, que contiene una recopilación de canciones de la banda japonesa de heavy metal X Japan. Fue lanzada el 3 de marzo de 2017 por Legacy Recordings de Sony Music. En la primera semana su lanzamiento, el álbum alcanzó la cuarta casilla de la Oricon Albums Chart de Japón. También llegó al primer lugar en la UK Rock & Metal Albums Chart, al tercero en la UK Soundtrack Albums Chart y al segundo en la UK Albums Chart principal, lo que supuso la primera aparición en la lista británica de un álbum de X Japan.

## Lista de canciones
| N.º | Título                              | Duración |  |
| 1.  | «La Venus» (versión acústica)       | 4:40     |  |
| 2.  | «Kurenai» (de The Last Live)        | 5:38     |  |
| 3.  | «Forever Love»                      | 8:38     |  |
| 4.  | «A Piano String in Es Dur»          | 1:51     |  |
| 5.  | «Dahlia»                            | 7:58     |  |
| 6.  | «Crucify My Love»                   | 4:32     |  |
| 7.  | «Xclamation»                        | 3:54     |  |
| 8.  | «Standing Sex» (de X Japan Returns) | 4:45     |  |
| 9.  | «Tears»                             | 7:12     |  |
| 10. | «Longing»                           | 5:12     |  |
| 11. | «Art of Life (3rd Movement)»        | 4:39     |  |
| 12. | «Endless Rain» (de The Last Live)   | 7:06     |  |
| 13. | «X» (de The Last Live)              | 6:35     |  |
| 14. | «Without You» (Unplugged)           | 6:01     |  |

| CD Bonus de la edición japonesa |                                     |          |  |
| N.º                             | Título                              | Duración |  |
| 1.                              | «Rusty Nail» (de Dahlia Tour Final) | 5:40     |  |
| 2.                              | «Forever Love» (de The Last Live)   | 8:03     |  |